# Landeswohlfahrtsverband Württemberg-Hohenzollern
Der Landeswohlfahrtsverband Württemberg-Hohenzollern war ein Sozialverband, genauer ein Landeswohlfahrtsverband (LWV), in Baden-Württemberg auf dem Gebiet des ehemaligen Landes Württemberg-Hohenzollern. Er wurde 1964 gegründet. In ihm ging unter anderem der Württembergische Landesfürsorgeverband auf, in dem im Jahre 1924 vier württembergischen Landesarmenverbände aufgegangen waren.
Zum 31. Dezember 2004 wurde der Verband aufgelöst.

## Pflegeanstalten
Der Landeswohlfahrtsverband übernahm folgende „Armenbeschäftigungs- und Bewahranstalten“, in denen obdachlose, alte, kranke und behinderte Menschen untergebracht wurden:
| Jahr | Name           | Ort                    | Bemerkungen                                           |
| ---- | -------------- | ---------------------- | ----------------------------------------------------- |
| 1892 | Oberer Riedhof | Ulm-Grimmelfingen      | 1974 geschlossen und durch den Tannenhof Ulm ersetzt. |
| 1894 |                | Reutlingen-Rommelsbach |                                                       |
| 1896 | Gut Rabenhof   | Ellwangen              |                                                       |
| 1897 |                | Markgröningen          |                                                       |

Während der Aktion T4 in den Jahren 1940/41 wurden mindestens 279 behinderte Menschen aus den vier Landesfürsorgeanstalten ermordet, zumeist in der Tötungsanstalt Grafeneck bei Münsingen.
Die Pflegeanstalten wurden ab 1964 vom LWV Württemberg-Hohenzollern geführt und gingen zum 1. Januar 2003 an die LWV.Eingliederungshilfe über.